# Karol Żurek
Karol Żurek [výsl. přibližně žurek] (* 28. ledna 1949 Katovice) je bývalý polský hokejový útočník. 

## Hráčská kariéra

### Klubová kariéra
Hrál za KS Baildon Katowice (1964-1977) a v Německu za ERC Freiburg (1979-1983) a SV Bayreuth (1983-1985).

### Reprezentační kariéra
Polsko reprezentoval na olympijských hrách v roce 1976 a na 4 turnajích mistrovství světa v letech 1972, 1974, 1975 a 1976. Celkem za polskou reprezentaci nastoupil v letech 1972-1976 v 73 utkáních a dal 6 gólů.